# Карпюк Роман Петрович
Роман Петрович Карпюк (31 січня 1964, с. Шклинь, Горохівський район, Волинська область — 9 січня 2022) — український педагог та політик, доктор педагогічних наук, професор. З 27 березня 2014 — заступник голови Волинської обласної ради.

## Освіта
Має дві вищі освіти. Навчався у Луцькому державному педагогічному інституті ім. Лесі Українки (1981–1985 рр., спеціальність — фізичне виховання, вчитель фізичної культури середньої школи), Луцькому державному технічному університеті (2000–2003 рр., спеціальність — економіка підприємства, економіст менеджер).

## Трудова діяльність
Трудову діяльність розпочав у 1984 році тренером-викладачем з веслування Луцького будинку фізкультури «Спартак». Через рік — тренер-викладач з греблі на байдарках і каное будинку фізкультури «Спартак».
1985–1987 рр. — служба в Радянській Армії.
У 1987 році був тренером-викладачем з греблі. Цього ж року перейшов працювати в ДЮСШ «Буревісник» Волинської обласної ради Всесоюзного добровільного фізкультурно-спортивного товариства профспілок, тренером-викладачем з легкої атлетики.
1992–1997 рр. — тренер-викладач з легкої атлетики Волинської обласної школи спортивної майстерності.
1997–1999 рр. — голова ради Спортивного клубу «Олімпія».
У 1999 році призначений деканом факультету «Фізична культура і спорт», консультантом ректора з питань бізнесу Луцького біотехнічного інституту Міжнародного науково-технічного університету.
З 2000 по 2014 — ректор Луцького інституту розвитку людини Університету «Україна».
З 2010 року обраний депутатом Волинської облради по багатомандатному виборчому округу за виборчим списком Волинської обласної організації ВО «Батьківщина». Голова депутатської фракції ВО «Батьківщина», член ВО «Батьківщина».

## Нагороди та почесні звання
Заслужений тренер України, Почесний працівник фізичної культури і спорту України, Відмінник освіти України. Нагороджений Грамотою Верховної Ради України.

## Сімейний стан
Одружений. Виховує доньку.